# 11 Leonis Minoris
Désignations
11 Leonis Minoris (en abrégé 11 LMi) est un système stellaire situé à 37 années-lumière de la Terre, dans la constellation boréale du Petit Lion. Sa composante primaire est une étoile naine jaune de type spectral G8V, légèrement plus massive mais un peu moins lumineuse que le Soleil. C'est une étoile variable de type RS Canum Venaticorum dont la luminosité varie de 0,033 magnitude sur une période de 18 jours. Comparé au Soleil, elle a une abondance plus de deux fois supérieure en éléments plus lourds que l'hélium — ce que les astronomes appellent la métallicité de l'étoile.
La composante secondaire du système est une étoile naine rouge beaucoup plus faible que la primaire. Elle possède une orbite fortement excentrique allant d'environ 4 UA à 63 UA de la primaire[réf. nécessaire].